# Rue des Loups
Ne doit pas être confondu avec Rue de la Brèche-aux-Loups ou Rue du Fossé aux Loups.
La rue des Loups est une voie de la commune française de Nancy, située au sein du département de Meurthe-et-Moselle, en région Lorraine (Grand Est).

## Situation et accès
La rue des Loups est sise au sein de la Vieille-ville de Nancy et appartient administrativement au quartier Ville-Vieille - Léopold.

## Origine du nom
Ce nom lui vient des deux loups en pierre, sculptés par Nicolas Adrien Lépy au-dessus du portail d'entrée de l'ancien hôtel de Curel, grand louvetier du duc Léopold de Lorraine.

## Historique
Après avoir porté le nom de « rue du Haut-Bourgeois », « rue du Petit-Bourgeois », « rue Saint Pierre », « rue de l'Arsenal », « rue Notre-Dame du Loup », « nouvelle rue Notre-Dame », « rue du Loup », « rue du Haut-Bourgeois du Loup » elle devient « rue de l'Humanité » en 1791 et « rue des Loups » depuis 1839.

## Bâtiments remarquables et lieux de mémoire

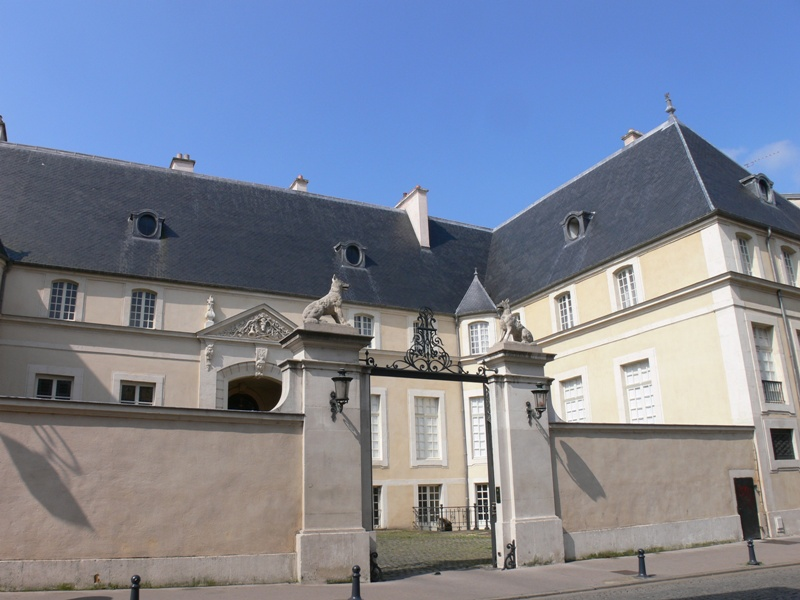
Hôtel des Loups

- no 1 : Hôtel des Loups, édifice du XVIIe siècle, objet d’un classement au titre des monuments historiques par arrêté du 30 juin 1990[4].
- no 4 : Hôtel de Gellenoncourt [5],[6] devenu par la suite hôtel d'Hoffelize, édifice du XVIIe siècle, objet d’une inscription au titre des monuments historiques par arrêté du 27 février 1946[7] pour la porte d'entrée, ses vantaux en menuiserie et le puits dans la cour.